# 大詩りえ
大詩 りえ（おおうた りえ、1985年11月22日 - ）は、日本の漫画家。東京都出身。血液型はAB型。
同期に岡野小夏。『りぼん』出身の漫画家・槙ようこと持田あきのアシスタントを務めている。

## 略歴
- 2007年 - 第59回りぼん新人漫画賞で佳作を受賞した「みちしるべ」（『りぼん春の超びっくり大増刊号』、集英社）でデビュー。
- 2011年 - 『りぼん』4月号から2014年10月号まで、読者ページ「ケンケンとりえっこのまぜこぜパンナコッタ」（通称：「まぜパン」）を連載。「まぜパン」の終了後も、読者の悩み相談コーナーである「りえっこ相談室」を2016年12月号まで続けた。

## 作品リスト
全て集英社、りぼんマスコットコミックスから刊行されている。

### 連載
- 表×裏ガール（2012年、全1巻）
- 猫田のことが気になって仕方ない。（2013年 - 2016年、全10巻）
- メイプルプイメ（『りぼん』2017年9月号[1] - 10月号）※前後編
- ぼくらのクロノスタシス[2]（『りぼん』2018年4月号[3] - 12月号[4]、全2巻）
- 君視彩の恋[5]（『りぼん』2021年4月号[6] - 2022年6月号[7]、全3巻）
  1. 2021年8月25日発売[8][9]、ISBN 978-4-08-867633-3
  2. 2022年2月25日発売[10]、ISBN 978-4-08-867650-0
  3. 2022年8月25日発売[11]、ISBN 978-4-08-867664-7
- 世良さんちの。（全1巻）

### 読み切り
- みちしるべ（『りぼん』2007年春の超びっくり大増刊号、デビュー作）
- キミにハナムケ（『りぼんスペシャル』2007年夏休み大増刊号）
- 夏空レモンビスケット（『りぼんスペシャル』2008年夏休み大増刊号）
- ラブ♡アシ（『りぼんスペシャル ハート』2009年夏の大増刊号）
- くもり空、上の方。（『りぼんスペシャル』2010年春の大増刊号）
- 新米先生（『りぼんスペシャル レモン』2010年夏の大増刊号）
- 青春（アオハル）ビタースイート（『りぼんスペシャル レモン』2011年夏の大増刊号）
- 聴能力少女クラネ（『りぼんスペシャル オレンジ』2011年夏の大増刊号）
- 表×裏ガール（『りぼん』2012年1月号）
- 星屑より愛をこめて（『りぼんスペシャル スカイ』2012年夏の大増刊号）
- リテイク!（『りぼん』2012年11月号）
- 君視彩の恋 番外編（『りぼん』2022年7月号）
- 目パチ子ちゃんの深淵（『りぼん』2023年7月号別冊付録『怖いりぼん』[12]）
- サイドエフェクト3days（『りぼんスペシャル』2025年春の大増刊号[13]）